# Taishu Sato
Taishu Sato (in giapponese 佐藤 大宗?; Aomori, 20 ottobre 1993) è un pentatleta giapponese, vincitore della medaglia d'argento ai Giochi olimpici di Parigi 2024 nella gara individuale e medaglia di bronzo ai Giochi asiatici del 2022 a squadre.

## Carriera
È diventato campione nazionale giapponese per la prima volta nel 2021, segnando un totale di 1459 punti.
Durante la Coppa del mondo di pentathlon del 2022 a Budapest, Sato ha protestato pubblicamente contro la rimozione dell'equitazione nei futuri eventi di pentathlon moderno indossando una maglietta con lo slogan "Save Riding and Change The Rules" (in italiano "Salva la guida e cambia le regole").
Ha vinto l'argento alla finale della Coppa del mondo nella staffetta mista nel 2022.
È stato medaglia di bronzo nella gara a squadre maschile ai Giochi asiatici del 2022 a Hangzhou, concludendo al sesto posto nella gara individuale.
È arrivato secondo nella tappa della Coppa del Mondo di Pentathlon Moderno 2023 a Sofia.
Ha gareggiato alle Olimpiadi estive del 2024 a Parigi dove si è qualificato primo del suo gruppo per la finale vincendo successivamente la medaglia d'argento.

## Palmarès
- Giochi olimpici

Parigi 2024: argento nell'individuale;
- Giochi asiatici

Hangzhou 2022: bronzo nell'individuale;